# Хари Потър и Даровете на Смъртта: част 1
Хари Потър и Даровете на Смъртта: част 1 (на английски: Harry Potter and the Deathly Hallows – Part 1) е фентъзи филм от 2010 г., режисиран от Дейвид Йейтс, със сценарий от Стив Клоувс. Филмът е първата от двете кинематографични части, базирани на романа Хари Потър и Даровете на Смъртта от Джоан Роулинг. Продължение е на Хари Потър и Нечистокръвния принц (2009) и седмата част от филмовия франчайз Хари Потър. Във филма участват Даниел Радклиф като Хари Потър, Рупърт Гринт като Рон Уизли и Ема Уотсън като Хърмаяни Грейнджър. Историята следва Хари Потър, който е помолен от Дъмбълдор да открие и унищожи тайната на безсмъртието на Лорд Волдемор – хоркруксите. Снимките започват на 19 февруари 2009 г. и завършват на 12 юни 2010 г.
Пуснат е в кината в 2D и IMAX формати в Обединеното кралство и в Съединените щати на 19 ноември 2010 г. от Уорнър Брос Пикчърс. Филмът получава положителни отзиви, като критиците хвалят актьорската игра, кинематографията, визуалните ефекти и музикалната партитура.
По време на световния премиерен уикенд на филма, Част 1 събира 330 милиона долара приходи, третият най-печеливш в поредицата, това е филмът с най-висок дебют за 2010 г., както и осмият най-висок за всички времена. Със световни приходи от 977 милиона долара, Част 1 се превръща в третия най-печеливш филм за 2010 г. и третият най-печеливш филм за Хари Потър по отношение на приходите в световен мащаб. Филмът е номиниран за много награди, включително наградата на Академията за най-добър дизайн на продукция и най-добри визуални ефекти. Последван е от последната част от поредицата Хари Потър и Даровете на Смъртта: част 2 (2011).

## Сюжет
В имението на Малфой Сивиръс Снейп се среща с Лорд Волдемор и неговите смъртожадни. Той съобщава, че Орденът на Феникса ще премести Хари Потър, който вече не е под защитната магия на майка си, на безопасно място. Волдемор конфискува пръчката на Луциус Малфой; неговата собствена е безсилна срещу Хари, защото тя и магическата пръчка на Хари са „близнаци“, като споделят една и съща сърцевина от перо на феникс. По време на преместването Хари оцелява след атаката на Волдемор, но Лудоокия Муди и Хедуиг са убити.
По време на подготовката за сватбата на Бил Уизли и Фльор Делакор пристига новият министър на магията – Руфъс Скримджър. Той информира Хари, Рон и Хърмаяни, че Албус Дъмбълдор е оставил на всеки от тях по нещо в завещанието си – на Рон – делюминатор, на Хърмаяни – копие на „Приказките на барда Бийдъл“, а на Хари - златния снич, който хваща в първия си мач по куидич. Дъмбълдор също е завещал меча на Грифиндор на Хари, но той е изчезнал.
По време на сватбата пристига новината, че Министерството е паднало и министърът – мъртъв. Смъртожадните атакуват и Хари, Рон и Хърмаяни избягват на площад Гримолд 12. Докато е там, Рон разбира, че братът на Сириус, Регулус Блек, е „Р.А.Б.“, който е откраднал медальона на Салазар Слидерин от Волдемор. По-късно местният крадец Мъндънгус Флечър го продава на Долорес Ъмбридж. Хари, Рон и Хърмаяни проникват в Министерството и взимат медальона, но са преследвани от смъртожадни в хаотичното бягане. Хърмаяни ги апарира в гора. Междувременно Рон е ранен. Триото решава да започне своето пътуване, за да открие и унищожи всички хоркрукси на Лорд Волдемор, започвайки от медальона.
Опитите за унищожаване на медальона се провалят. Хърмаяни заключава, че мечът на Грифиндор може да унищожи хоркруксите, защото е напоен с отровата на базилиск. Рон, засегнат от тъмния медальон, е разочарован от бавния им напредък и ирационално ревнува от Хари и Хърмаяни. Той спори с Хари, след което изчезва, оставяйки Хари и Хърмаяни да продължат пътуването си. Когато Хари докосва снича с устните си, той разкрива загадъчно съобщение: „Отварям се при затваряне“. Хърмаяни забелязва странен символ, нарисуван в книгата, получена от Дъмбълдор, който е идентичен с този, който носи бащата на Луна Лъвгуд Ксенофилиус.
Хари и Хърмаяни търсят меча в Годрикс Холоу и срещат същия странен символ в едно гробище. Възрастната историчка на магията Батилда Багшот ги кани в къщата си, където намират снимка на младия мъж, появил се в съня на Хари, който е откраднал пръчка от майстора на пръчки Грегорович. Батилда се превръща в змията на Волдемор Наджини и напада Хари. Хърмаяни ги извежда на сигурно място, но нейното заклинание случайно унищожава пръчката на Хари. Хърмаяни идентифицира мъжа на снимката като тъмия магьосник Гелърт Гринделвалд. Същата нощ сърна патронус отвежда Хари до замръзнало езерце, на дъното на което лежи мечът на Грифиндор. Хари се гмурва в ледената вода, но медальонът около врата му се стяга, задушавайки го. Рон се появява, прибира меча и спасява Хари. Те унищожават медальона хоркрукс с меча. Рон обяснява, че делюминаторът го е отвел до тяхното местоположение.
Хари, Рон и Хърмаяни посещават Ксенофилиус Лавгуд и научават, че символът представлява Даровете на Смъртта. Преди много години всеки от трима братя получил награда, която избягва смъртта: камъкът на възкресението, мантията невидимка и Бъзовата пръчка, най-мощната позната пръчка. Онзи, който притежава трите предмета, го превръщат господар на смъртта. Ксенофилиус тайно призовава смъртожадните, надявайки се да размени Хари за отвлечената Луна. Тримата бягат, но похитителите ги залавят. По време на видение Хари вижда възрастния Гринделвалд да казва на Волдемор, че Бъзовата пръчка е погребана с Дъмбълдор.
В имението Малфой Белатрикс Лестранж вижда меча на Грифиндор, за който тя вярва, че е в нейния трезор в Гринготс. Хари и Рон са заключени в подземието, където срещат Луна, Оливандър и Грипкук. На горния етаж Белатрикс измъчва Хърмаяни. Хари моли за помощ, използвайки парче огледало, в което вярва, че е зърнал Дъмбълдор; Доби се появява в отговор и помага за спасяването на всички, докато Хари грабва отнетите им пръчки от Драко Малфой. Докато се апарират, Белатрикс хвърля кама, убивайки Доби. Хари го погребва близо до крайбрежната вила на Бил и Фльор. Междувременно Волдемор взима Бъзовата пръчка от гробницата на Дъмбълдор.

## Актьорски състав
- Даниъл Радклиф – Хари Потър, 17-годишен британски магьосник, известен с това, че е оцелял като дете след убийството на родителите си от ръцете на злия магьосник Лорд Волдемор.
- Рупърт Гринт – Рон Уизли, най-добрият приятел на Хари и негов съюзник.
- Ема Уотсън – Хърмаяни Грейнджър, най-добрата приятелка на Хари и негова съюзница.
- Бони Райт – Джини Уизли, най-малкото дете на семейство Уизли и любовта на Хари.
- Хелена Бонам Картър – Белатрикс Лестранж, вярна смъртожадна на Волдемор, лудата братовчедка на Сириус и леля на Драко.
- Роби Колтрейн – Рубиъс Хагрид, полувеликан, пазач на ключовете и дивеча в „Хогуортс“.
- Уоруик Дейвис – Грипкук, таласъм и бивш служител в „Гринготс“. Дейвис заменя Верн Тройър, който изиграва героя в първия филм, въпреки че Дейвис дублира репликите на Грипкук.
- Том Фелтън – Драко Малфой, смъртожаден, син на Луциус и Нарциса Малфой.
- Ралф Файнс – Лорд Волдемор, тъмен и жаден за власт магьосник и лидер на смъртожадните.
- Майкъл Гамбън – Албус Дъмбълдор, бивш директор на „Хогуортс“, убит от Сивиръс Снейп в предишния филм.
- Брендан Глийсън – Аластор "Лудоокия" Муди, бивш аврор и член на Ордена на Феникса.
- Джон Хърт – Гарик Оливандър, майстор на пръчки, отвлечен от смъртожадните.
- Рис Ифанс – Ксенофилиус Лъвгуд, ексцентричният баща на приятелката на триото Луна.
- Джейсън Айзъкс – Луциус Малфой, бащата на Драко и опозорен смъртожаден.
- Хелън Маккрори – Нарциса Малфой, майката на Драко и сестра на Белатрикс.
- Бил Наи – Руфъс Скримджър, новият министър на магията.
- Алън Рикман – Сивиръс Снейп, двоен агент на смъртожадните и новият директор на „Хогуортс“.
- Тимъти Спол – Питър Петигрю, смъртожадният, предал родителите на Хари на Волдемор.
- Имелда Стонтън – Долорес Ъмбридж, заместник-министър на магията и ръководител на Комисията по регистрация на мъгълокръвни.
- Дейвид Тюлис – Ремус Лупин, член на Ордена на Феникса и бивш учител в „Хогуортс“.
- Наталия Тена – Нимфадора Тонкс, аврор, съпруга на Румес и член на Ордена на Феникса.
- Джордж Харис – Кингзли Шакълболт, аврор и член на Ордена на Феникса.
- Джули Уолтърс – Моли Уизли, матриархът в семейство Уизли и член на Ордена на Феникса.
- Марк Уилямс – Артър Уизли, съпругът на Моли Уизли и член на Ордена на Феникса.
- Донал Глийсън – Бил Уизли, най-големият син на Артър и Моли, съпруг на Фльор.
- Клеменс Поеси – Фльор Делакор, френска магьосница, съпруга на Бил.
- Гай Хенри – Пий Тикнес, министърът на магията, поставен от Волдемор.
- Питър Мълан – Корбан Яксли, смъртожаден в Министерството на магията.
- Каролин Пикълс – Чарити Бърбидж, учителка по мъгълознание в „Хогуортс“, измъчвана и убита от Волдемор.
- Дейвид Раял – Елфиас Додж, стар приятел от ученическите години на Дъмбълдор, който го защитава със статия в „Пророчески вести“.
- Ричард Грифитс – Върнън Дърсли, вуйчото на Хари.
- Фиона Шоу – Петуния Дърсли, лелята на Хари.
- Хари Мелинг – Дъдли Дърсли, братовчедът на Хари.

## Продукция
Част 1 е заснета успоредно с Хари Потър и Даровете на Смъртта: част 2 от 19 февруари 2009 г. до 12 юни 2010 г. Режисьорът Дейвид Йейтс, който заснема филма заедно с оператора Едуардо Сера, описва Част 1 като „съвсем истинска“; „роуд филм“, който е „почти като истински документален филм“.
Първоначално планиран като един филм, идеята книгата да бъде разделена на две части е предложена от изпълнителния продуцент Лионел Уигръм поради това, което Дейвид Хейман нарича „творчески императив“. Хейман първоначално отговоря отрицателно на идеята, но Уигръм пита: “Не, Дейвид. Как ще го направим?“. След като препрочита книгата и я обсъжда със сценариста Стив Клоувс, той се съгласява с разделянето.
Продукцията е заснета при мост „Елизабет“ при река Темза за драматичното преследване, при което Хари и Хагрид са нападнати от смъртожадните.

### Декори
Стюарт Крейг, сценограф на всички предишни филми за Хари Потър, се завръща за последните две части. Той казва: „Направихме много различен вид филм, който е заснет предимно на външни места. Пътувахме доста далеч, построихме декори, които прекарват доста време в гората“, обяснява той. „Изградихме горски декори и ги интегрирахме в истинските гори, така че имаше предизвикателства там, както можете да си представите“. В крайна сметка Крейг е номиниран за Оскар за работата си по Част 1.
Относно сватбената шатра за сватбата на Бил и Фльор, Крейг коментира целта си „вместо да я направим продължение на къщата, която е доста ексцентрична, домашно изработена, ние решихме да я направим доста елегантна... Облицована е с коприна и с красиви, плаващи свещници. Така че е хубав контраст с къщата“. За декора на Министерство на магията той отбелязва: „Това е подземен свят; това е министерство, така че отидохме в истинските министерства, министерствата на мъгълите – Уайтхол, в Лондон – и решихме, че нашето магьосническо министерство е нещо като паралелна вселена към тези истински служби“.
Крейг също коментира дизайна си на имението на Малфой, като казва, че това е „много силен архитектурен декор. Екстериорът е базиран на елизабетинска къща тук в тази страна, наречена Хардуик Хол, и има масивни прозорци, а тези прозорци са някак заслепени, капаците са дръпнати, така че са като слепи прозорци и имат истинско присъствие, зловещо присъствие, така че това ни даде основата за добър екстериор. Има един необикновен магически покрив, който е добавен и е заобиколен от гора, която не е там в действителност, но отново е едно от устройствата да го направим по-заплашителен и мистериозен“.

### Костюми
Костюмите за Част 1 са проектирани от Жани Темиме, която е дизайнер на костюмите в продукциите на Хари Потър от Хари Потър и Затворникът от Азкабан (2004). Тя е въвлечена в противоречие относно работата ѝ върху сватбената рокля на Фльор Делакор. Темиме е обвинена, че копира дизайна на подобна рокля от есенната колекция на марката „Александър Маккуин“ за 2008 г. Темиме говори за роклята, като казва: „исках да бъде сватбена рокля на вещица, но не и рокля за Хелоуин. Роклята е бяла, но трябваше да има нещо фантастично към нея. Така че има мотив на феникс, птицата, която е символ на любовта по някакъв начин, защото се прераждане, любовта никога не умира, тя се ражда отново“.

### Визуални ефекти
Дабъл Негатив, компанията, която работи по специалните ефекти в поредицата от Затворникът от Азкабан, е помолена да осигури визуални ефекти за последните части на историята. Работата на Дабъл Негатив за Част 1 включва разяждащото лого на Уорнър Брос и обширни разширения на околната среда при „Хралупата“ и околностите ѝ. Допълнителна работа по околната среда е завършена в дома на Ксенофилиус Лъвгуд, разширявайки го в 3D и кулминирайки в атаката на смъртожадните. Дабъл Негатив също усъвършенства димните ефекти на смъртожадните, с въвеждането на течно, летящо състояние и тяхното присъствие на живо при кацане. Друга работа включва магията „Патронус“, която прекъсва сватбеното тържество, за да информира гостите, че Волдемор е поел контрола в Министерството на магията.
Компанията за визуални ефекти Фреймстор създава по-голямата част от компютърно генерираните изображения на създанията, както в предишните филми, както и анимационния сегмент Приказка за тримата братя, който е режисиран и проектиран от Бен Хибон.

### Музика
Композиторът Никълъс Хупър, който композира музиката към Орденът на феникса и Нечистокръвния принц, не се присъединява към екипа на Даровете на Смъртта. Вместо това Александър Деспла е нает да композира музиката за Хари Потър и Даровете на Смъртта: част 1. Филмът включва и песента O Children на Ник Кейв енд Бед Сийдс.

## Разпространение

### Маркетинг
Първата официална снимка от филма е пусната на 1 декември 2009 г., показваща Хари, Рон и Хърмаяни на лондонска улица. Клипът е официално пуснат на 8 декември 2009 г. с издаването на Нечистокръвния принц на Blu-ray и DVD. На конгреса на Шоуест през 2010 г. Алън Ф. Хорн представя премиерно незавършени кадри от двете части. Филмовите награди на Ем Ти Ви за 2010 г. излъчват още кадри от Даровете на Смъртта. След това е показан официалният плакат, на който пише премиерните дати както на Част 1, така и на Част 2 и разрушения замък „Хогуортс“. Ей Би Си Фемили излъчва интервюта и допълнителни сцени от двете части по време на своя уикенд за Хари Потър, който започва на 8 юли 2010 г. Двуминутен трейлър на филма е пуснат в световен мащаб на 22 септември 2010 г.
На 29 септември 2010 г. три постера на Част 1 с Хари, Рон и Хърмаяни са пуснати в Yahoo! Movies. На следващия ден е пуснат кино плакат на Част 1, показващ сцената на триото по време на бягството в гората. Плакатът носи мотото „Никъде не е безопасно“, а друга версия без надписи е с мотото „Краят започва“. Различни плакати с герои от Част 1 са пуснати на 6 октомври 2010 г., включващи Хари, Рон, Хърмаяни, Лорд Волдемор, Белатрикс Лестранж, Сивиръс Снейп и Фенрир Грейбек. На 12 октомври са пуснати четири нови постера с герои. Плакатите са на тема „Не вярвай на никого“ и „Ловът започва“.
На 15 октомври 2010 г. билетите започват да се продават в сайта Фанданго за премиерата на Част 1 в САЩ, а на 19 октомври 50-секунден клип, включващ невиждани досега кадри, e излъчен на наградите Scream 2010. На 16 октомври вторият клип е излъчен по Картун Нетуърк по време на премиерата на Скуби-Ду: Проклятието на езерното чудовище.
На 4 ноември е пуснат нов клип във Фейсбук страницата на Хари Потър, озаглавен „Седмината Потър“. През следващите два дни са пуснати още два клипа, включително сцена, изобразяваща нападението в мъгълското кафене и друга в имението Малфой.

### В кината
На 26 август 2010 г. режисьорът Дейвид Йейтс, продуцентите Дейвид Хеймън и Дейвид Барън и президентът на Уорнър Брос Алън Ф. Хорн присъстват на тестова прожекция на Даровете на Смъртта: част 1 в Чикаго. Недовършеният филм печели възторжени отзиви от присъстващите, някои от които го определят като „удивителен и мрачен“ и „най-перфектния филм за Хари Потър“. Други споделят, че филмът вярно адаптира романа, което води до наследяване на „собствените проблеми на книгата“.
Уорнър Брос Пикчърс първоначално възнамерява да пусне Част 1 на Даровете на Смъртта в 2D и 3D формати. На 8 октомври 2010 г. е обявено, че плановете за 3D версия на Част 1 са отменени. „Уорнър Брос Пикчърс взе решение да пусне Хари Потър и Даровете на Смъртта: част 1 в 2D формат, както в традиционните, така и в IMAX кината [тъй като] няма да имаме завършена 3D версия на филма в периода до датата на премиерата. Въпреки всички усилия, ние не успяхме да конвертираме филма в неговата цялост и да отговорим на най-високите стандарти за качество“. Филмът е издаден на Blu-ray 3D, докато Част 2 все още се излъчва в кината.
Световната премиера на Даровете на Смъртта: част 1 се състои на Лестър Скуеър в Лондон на 11 ноември 2010 г., като се присъстват фенове от цял свят – някои от които лагеруват с дни на площада. Премиерата в САЩ е на 15 ноември.
Само 48 часа преди официалната премиера на Част 1 в Северна Америка, първите 36 минути от филма изтичат в интернет. Дори преди изтичането, филмът вече е петият най-голям генератор на предварителни продажби на билети в историята, след като са разпродадени местата в над 1000 кина в Съединените щати. Въпреки широко разпространените слухове, че изтеклите кадри са маркетингов трик за генериране на реклама за датата на пускане на филма, Уорнър Брос не създават скрининг дискове и ръководителите го наричат „сериозно нарушение на авторските права и кражба на собственост на Уорнър Брос“.

### Домашна употреба
Филмът е издаден на DVD и Blu-Ray, а по-късно и в 4K UHD формат.

## Прием

### Бокс офис
Хари Потър и Даровете на Смъртта: част 1 събира 24 милиона долара в Северна Америка по време на среднощното си прожектиране, надминавайки рекорда за най-високи среднощни приходи от поредицата, държан преди това от Нечистокръвния принц, от 22,2 милиона долара. Филмът има и третата най-голяма среднощна печалба за всички времена, след Затъмнение и Новолуние, които събират съответно 30 милиона и 26,3 милиона долара. Филмът чупи рекорда за най-високи среднощни приходи в IMAX, с 1,4 милиона долара в бокс офис продажби, надминавайки Затъмнение, който печели 1 милион долара. Всички тези рекорди по-късно са подобрени през 2011 г. от продължението на филма, Хари Потър и Даровете на Смъртта: част 2.
В Северна Америка филмът печели 61,7 милиона долара в деня на премиерата си, отбелязвайки шестата най-висока печалба за един ден. Това е най-високият дебютен ден за филм за Хари Потър, рекорд, държан преди това от Нечистокръвния принц с 58,2 милиона, докато e подобрен от Хари Потър и Даровете на Смъртта: част 2 с 92,1 милиона. Филмът е на върха на бокс офиса в продължение на две седмици, като печели 75 милиона долара през петдневния уикенд на Деня на благодарността, което води до общи приходи в размер на 219,1 милиона долара.
В Обединеното кралство, Ирландия и Малта филмът чупи рекордите за най-високи приходи в петък (5,9 милиона лири), събота (6,6 милиона лири) и неделя (5,7 милиона лири). Освен това получава най-големите приходи за един ден (6,6 милиона лири) и най-големите приходи за първите три дни (над 18 милиона лири) – рекорд, държан преди това от Спектър на утехата, който събира 15,4 милиона лири. Към 13 февруари 2011 г. Част 1 събира над 52 милиона лири (малко над 86 милиона долара), превръщайки се във втория най-печеливш филм от 2010 г. в страната, след Играта на играчките 3 (с над 73 милиона лири).
Извън Северна Америка филмът печели около 205 милиона долара през първия си уикенд, превръщайки се в шестия най-печеливш за всички времена и най-печеливш за 2010 г. и втория най-касов филм за Хари Потър след Нечистокръвния принц. В световен мащаб филмът печели 330 милиона долара през първия си уикенд, заемайки седмо място в класацията за всички времена.
Това е най-печелившият филм за 2010 г. в Индонезия (с над 6 милиона долара приходи), Сингапур (4, 5 милиона долара), Тайланд (с 4,9 милиона долара), Белгия и Люксембург (8,9 милиона долара), Франция и региона на Магреб (с малко над 51 милиона долара), Германия (61,4 милиона долара), Нидерландия (13,7 милиона долара), Норвегия (7,1 милиона долара), Швеция (11,2 милиона долара) и Австралия (41,3 милиона долара). По отношение на общите приходи от чужбина, той надминава Философският камък (657,2 милиона долара), за да стане най-касовият филм за Хари Потър в чужбина.
Част 1 приключва прожекциите си с 296,4 милиона долара в Съединените щати и Канада, което го прави петият най-касов филм за 2010 г. в тези региони, и 680,7 милиона долара от други страни по света, като общите приходи възлизат на 977,1 милиона долара в световен мащаб, което го прави третият най-касов филм за 2010 г. в световен мащаб след Играта на играчките 3 и Алиса в Страната на чудесата, както и третият най-касов филм за Хари Потър в поредицата след Даровете на Смъртта: част 2 и Философският камък.

### Критичен отговор
В Rotten Tomatoes рейтингът на одобрение на филма от 77% въз основа на 288 отзива, със среден рейтинг от 7,1/10. Консенсусът на критиците на сайта гласи: „Не може да не се чувства като прелюдия, но Даровете на Смъртта: част 1 е красиво заснет, емоционално удовлетворяващ, предпоследна част от поредицата за Хари Потър“. В Metacritic филмът има среден резултат от 65 от 100, базиран на 42 критици, което показва „като цяло благоприятни отзиви“. Публиката, анкетирана от CinemaScore, дава на филма средна оценка „A“ по скала от A+ до F.
Британският ежедневник Дейли Телеграф също дава положителна рецензия на филма, като отбеляза: „В по-голямата си част екшънът се развива, подтикнат от някои впечатляващи специални ефекти“, добавяйки: „Просто е малко разочароващо, че с инерцията, установена толкова ефективно, сега трябва да изчакаме до следващата година, за да се насладим на останалата част от пътуването“. Роджър Ебърт дава три от четири звезди, като хвали актьорския състав и нарича филма „красив и понякога мъчителен... напълно неразбираем за всеки, който влиза в света на Хари за първи път“. Скот Боулс от Ю Ес Ей Тъдей го нарича „заплашително и медитативно, Даровете може би е най-добрата част от планирания франчайз от осем филма, въпреки че публиката, която не е в крак с предишните части, ще бъде безнадеждно изгубена“. Лиза Шварцбаум от Ентъртейнмънт Уийкли също хвали филма като „най-възнаграждаващата от кинематографично отношение част засега“.